# 31648 Pedrosada
31648 Pedrosada este o planetă minoră (asteroid), cu un diametru de 4,45 km, din centura de asteroizi. A fost descoperită pe 11 aprilie 1999 la Stația Anderson Mesa de Lowell Observatory Near-Earth-Object Search și a fost numită după Pedro Antonio Valdés Sada⁠(d). 
Obiectul prezintă o orbită caracterizată de o semiaxă mare de 2,5557727 UAi, o excentricitate de 0,11, o înclinație de 13,03865 ° în raport cu ecliptica.